# روز ارواح درگذشته

روز ارواح درگذشته (لاتین: Commemoratio omnium fidelium defunctorum) در مسیحیت، روز همهٔ ارواح و ارواح قدیس می‌باشد و در حقیقت، روح مسیحیانی است که فوت کرده‌اند. بازماندگان متوفی، به‌طور معمول این روز را روزه می‌گیرند. در گذشته، این رسم و عنوان، در اصل عید مشرکان غیر مسیحی بوده که به احترام اموات برگزار می‌گردید. در کلیسای کاتولیک روم، دومین روز مصادف با نوامبر را ضمن برگزاری مناسک و تشریفات رسمی، احترام ارواحی را که هنوز در عالم برزخ می‌باشند به جای می‌آورند.

## نگارخانه

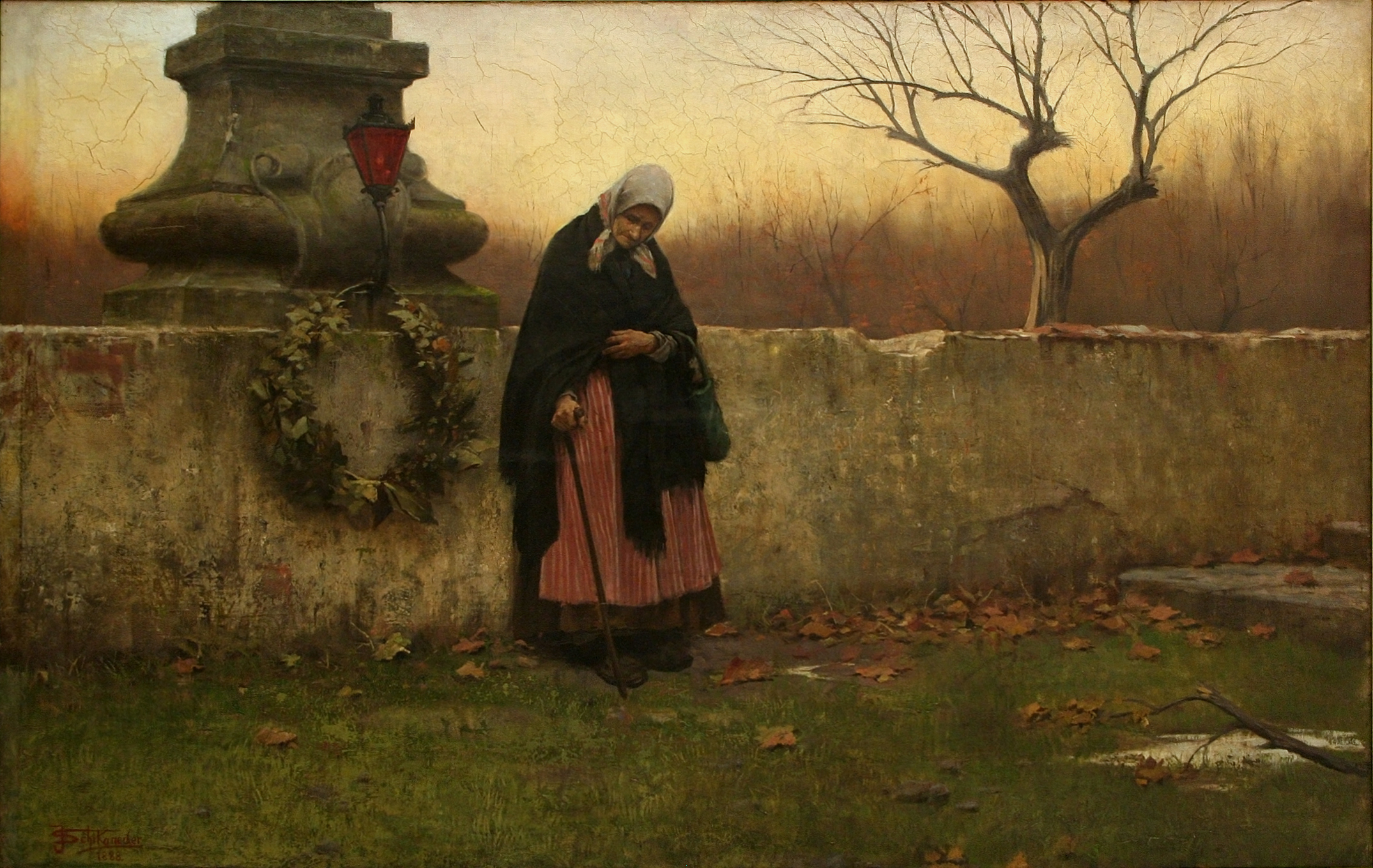
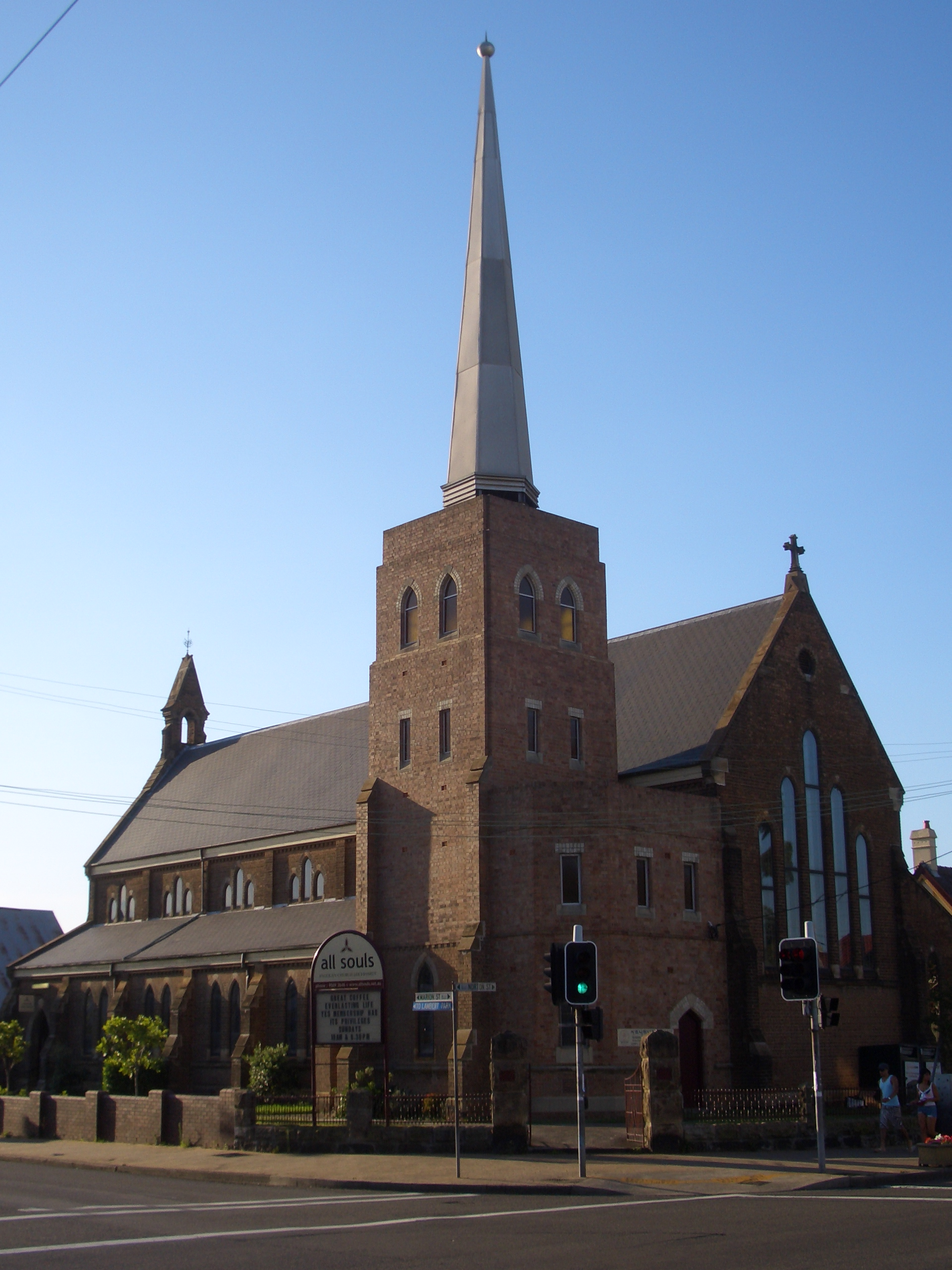
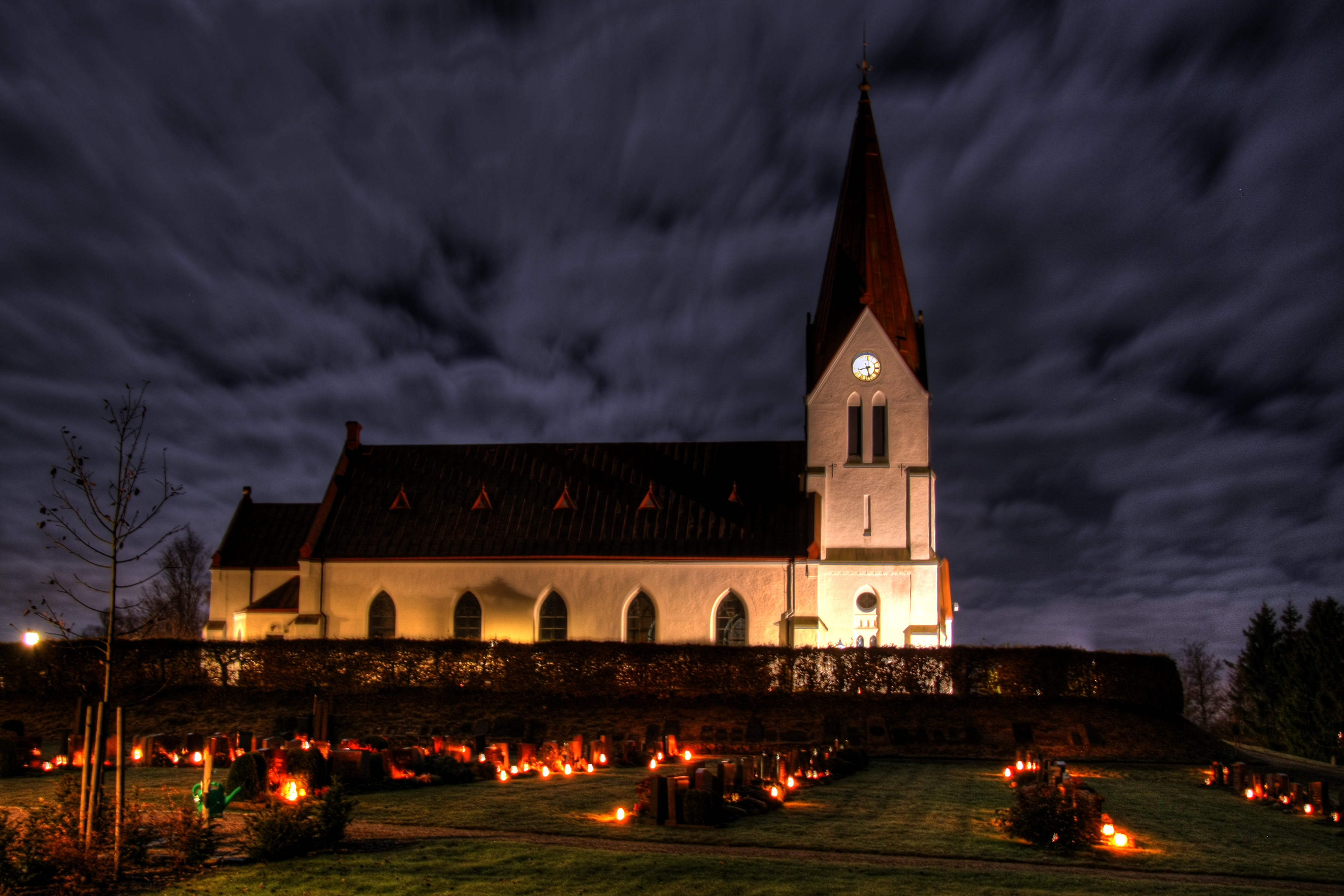